# Pasterka
Pasterka este mesa de la miezul nopții care se sărbătorește între 24 și 25 decembrie în Polonia. O traducere aproximativă a numelui ar fi mesa păstorilor.  Aceasta este o referință la păstorii biblici care au fost vizitați de către un înger și care le-a spus de Nașterea Domnului Hristos. În timpul liturghiei de la miezul nopții, polonezii cânta colinde tradiționale de Crăciun (kolędy).
Ajunul Crăciunului se încheie cu Pasterka, mesa de la miezul nopții de la biserica locală. Apoi, se comemorează sosirea celor Trei Magi la Betleem și plata lor ca semn de mărturie și respect pentru nou-născutul Mesia. Obiceiul de a se ține liturghie în noaptea de Crăciun a fost introdus în bisericile creștine după a doua jumătate a secolului al V-lea. În Polonia, obiceiul s-a încetățenit odată cu introducerea creștinismului.